# HMS Centaur (R06)
Pour les autres navires du même nom, voir HMS Centaur.
HMS Centaur était le premier des quatre porte-avions légers de la classe Centaur appartenant à la Royal Navy. Il fut en service de 1953 à 1965.

## Histoire du service

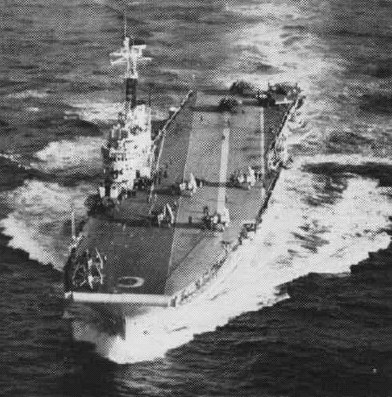
Le HMS Centaur en 1955.

Il est modernisé entre 1956 et 1958 (pose de catapultes et de brins d'arrêts) dans le cadre de la mise en service de la deuxième génération d'avions de chasse et de chasseurs-bombardiers britanniques à réaction, tels que le De Havilland Sea Vixen, Supermarine Scimitar, Hawker Sea Hawk et le de Havilland Sea Venom). 
En 1961, il prend part à l'opération Vantage, opération militaire britannique visant à protéger la souveraineté du Koweït face à la menace que représentait l'Irak dirigé par le général Qasim. 
En 1963, il est envoyé dans le golfe d'Aden afin de mener des frappes contre les tribus rebelles de la région de Radfan (actuel gouvernorat d'Ad Dali') dans le protectorat britannique de Dhala. En 1964, il est envoyé au large de Dar es Salam (protectorat de Tanganyika) après une mutinerie du 1st Tanganyika Rifles contre leurs officiers britanniques.
À l'origine devant être converti en bâtiment porte-commandos au même titre que ses sister-ships (Bulwark et Albion), il est retiré du service en 1965 en raison des contraintes de plus en plus pesantes sur le budget de la défense britannique et est démantelé en 1973 à la base navale de Devonport.